# 2014 a kriminalisztikában
Ez a lap 2014 jelentősebb bűnügyeit és pereit illetve azokkal kapcsolatos információkat sorol fel.

## Az év során
A 2013 nyarán életbe lépett szabályozás szerint dohánytermékeket csupán engedéllyel rendelkező trafikokban lehet árusítani és a trafikok bejáratát – a kiskorúak védelme érdekében – fóliával kell elsötétíteni. A trafikok ellen sok rablási kísérletet hajtottak végre 2013-ban – 49 esetben indítottak eljárást ilyen ügyekben –, aminek oka egyes vélemények szerint a sötétítőfólia használata, vagyis az, hogy az utcáról nem lehet belátni az üzletbe. Emiatt 2014 elején tárgyalások kezdődtek arról, hogy a további rablások elkerülése érdekében a fóliák lekerülhessenek a bejáratokról.

## Január
- január 6.
  - Magyarország: Elsőfokú ítéletet hozott a Fővárosi Törvényszék a 6 tagú ároktői banda ügyében, akik 2008-2009-ben Budapesten és vidéken több alkalommal támadtak meg idős embereket, két alkalommal azok halálát okozva.[3][4]
  - Venezuela: Rablógyilkosság áldozata lett Mónica Spear venezuelai modell, színésznő, egykori szépségkirálynő.[5]
- január 7.
  - Magyarország: Folytatódott a Fenyő-gyilkosság ügyében indult büntetőper.[6]
  - Spanyolország: Csalás és pénzmosás címén emeltek vádat Krisztina hercegnő, I. János Károly spanyol király lánya ellen.[7]
- január 8. – Thaiföld: Leszúrták a Surrender of Divinity nevű dark metál együttes énekesét Szamong Traiszatthát annak bangkoki lakásán. Január 10-én Facebook-üzenetben egy felhasználó, akiről gyanítják, hogy az együttes egy rajongója, magára vállalta a gyilkosságot, amit azért követett el, mert az énekest nem találta elég sátánistának.[8]
- január 9.
  - Magyarország: A Fővárosi Törvényszéken megkezdődött P. Koltai Gábor filmproducernek és társainak a pere, melyet különösen jelentős vagyoni hátrányt okozó költségvetési csalás bűntette és más bűncselekmények miatt indítottak.[9]
  - Oroszország: 1 nap alatt 4 különböző helyen talált holttestek és egy robbantás ügyében nyomoz a rendőrség Sztavropolban.[10]
- január 10.
  - Magyarország: A Szita Bence-gyilkosság másodfokú tárgyalásán a Pécsi Ítélőtábla helyben hagyta az elsőfokú ítéletet, mely szerint a vádlottakat tényleges életfogytiglani szabadságvesztésre ítélték.[11][12]
  - Olaszország: 6 hónapos felfüggesztett szabadságvesztésre ítélték Eddie Irvine volt Formula–1-es versenyzőt egy 2008-as verekedés miatt.[13]
- január 11.
  - Magyarország: Meghalt az a kétéves kisgyerek, akit január 8-án súlyos bántalmazás miatt szállítottak kórházba Tápiószeléről.[14]
  - Ausztria: Bécsben meghalt két ember, miután az autójukban felrobbant egy kézigránát. Azt nem sikerült tisztázni, hogy a gránátot a járműben aktiválták, vagy valaki kívülről dobta be.[15]
- január 12. – Salvador: A guatemalai határ közelében agyonlőttek 6 lelkészt.[16]
- január 13.
  - Kína: Felrobbantottak egy játékbarlangot a dél-kínai Kujcsou tartományban. A robbanásban legalább 14 ember meghalt.[17]
  - Magyarország:
    - A Fővárosi Törvényszék elsőfokon bűnösnek mondta ki Wieszt Jánost, volt budapesti XI. kerületi MSZP-s politikust folytatólagosan elkövetett hivatali vesztegetésben, és négy év letöltendő szabadságvesztésre ítélte.[18]
    - Magyarországra érkezett Francis Ciarán Tobin, aki 2000 óta húzódó kiadatási ügye kapcsán bejelentette, hogy a két gyerek elgázolása miatti büntetését kész letölteni, ha a magyar hatóságok garantálják, hogy büntetésének magyarországi megkezdése után mihamarabb Írországban folytathatja annak letöltését.[19]
    - A budapesti Lehel úton lévő egyik bankfiók oldala kidőlt egy robbanás következtében, személyi sérülés nem történt. A rendőrség bűncselekményre utaló jeleket talált.[20][21]
- január 14.
  - Kína: Halálbüntetésre ítéltek egy szülész főorvosnőt, aki 7 újszülöttet adott el úgy, hogy a szülőkkel elhitette, hogy a gyerekek betegek.[22]
  - Magyarország: Soron kívüli eljárásban 10 hónap fogházbüntetésre ítéltek egy férfit Hatvanban, aki élve elégetett egy macskát.[23]
- január 15.
  - Magyarország:
    - Jogerősen 15 év fegyházbüntetésre ítélték Keglovits Józsefnét, aki 2011-ben megölte apjának szomszédját Balatonszabadiban.[24]
    - Emberölés gyanúja miatt őrizetbe vették annak a 2 éves kislánynak a nevelőapját, akit január 8-án olyan súlyos fejsérülésekkel vittek kórházba Tápiószeléről, hogy belehalt.[25]

  - Szlovákia: Egy rablótámadás során megöltek egy pozsonyi ékszerbolt-tulajdonost, két másik ember megsebesült.[26]
- január 16. – USA: Két embert lelőttek az Indiana állambeli Elkhartban egy szupermarketben, az elkövetőt a rendőrség lőtte le.[27]
- január 17. – Magyarország: 4 nap után elhagyta az országot Francis Ciarán Tobin, hogy büntetésének letöltését Írországban folytassa.[28]
- január 18. – USA: Egy ördögűző rituálé keretében egy anya megölte két, 1 és 2 éves kisgyerekét, két másikat pedig megsebesített Maryland államban.[29]
- január 19. – Magyarország: Egy 76 éves férfi agyonvert egy 57 éves nőt Hernádszentandráson.[30]
- január 21. – Magyarország: Elsőfokon 8 év fegyházra ítélték a Dunakeszi Járásbíróságon a pedofíliával vádolt T. Gábor tanárt, aki a helyi általános iskola igazgatóhelyettese volt.[31]
- január 22.
  - Magyarország:
    - A Fővárosi Törvényszék alaptalannak találta a „fekete sereg” néven ismert banda vezérének, Magyar Róbertnek a perújítási kérelmét, akit korábban jogerősen tényleges életfogytiglani börtönbüntetésre ítéltek emberölésért.[32]
    - Tanúvédelem alá helyeztek egy 64 éves férfit, aki a január 13-i Lehel úti robbantás előtt találkozott és beszélt a feltételezett elkövetővel.[33]
    - A Fővárosi Törvényszéken megkezdődött a 2010–2011-ben lezajlott, milliárdos értékű sportfogadási csalássorozat magyar vádlottjainak a pere.[34]
- január 23.
  - Spanyolország: Európa egyik legjobbnak tartott pénzhamisítóját vették őrizetbe Toledóban, aki felesége segítségével naponta 2500 euró értékben gyártott ötveneurós bankjegyeket.[35]
  - Magyarország: Egy 2013 áprilisában eltűnt nő bebetonozott holttestét találták meg egy tárnoki családi ház pincéjében.[36]
  - USA: Letartóztattak 5 embert, akiket egy 1978-ban elkövetett rablással gyanúsítanak, melynek során a New York-i reptéren álló Lufthansa-gépről 5 millió dollár értékű készpénzt és 1 millió dollár értékű ékszert raboltak.[37]
- január 24.
  - Magyarország:
    - A Fővárosi Törvényszék részben súlyosbította a vádlottaknak az elsőfokon kiszabott büntetését, részben új elsőfokú eljárást rendelt el a 2009-ben, az újpesti Aquaworld élményfürdőben bekövetkezett baleset ügyében, amikor egy 9 éves kisfiú egy rosszul rögzített aknafedél miatt meghalt.[38]
    - Magyarország: Több tízmillió forint értékű ékszer tűnt el a pécsi székesegyház kápolnájában lévő lezárt vitrinből.[39]

  - Nagy-Britannia: Egy londoni bíróságon életfogytiglani szabadságvesztést kapott Gyarmati László, aki 2013 nyarán észak-Londonban megfojtotta, majd bőröndbe rejtette K. Alexandrát.[40]
- január 25.
  - Magyarország: A Pilisi Parkerdő Zrt. területén három embert jelentettek fel az erdészek falopás miatt. A rendőrség kiérkezésekor az érdi lakosok karddal fenyegették meg a rendőröket, előállításukhoz a Terrorelhárítási Központ segítségét is igénybe kellett venni.[41]
  - USA: Három ember életét veszítette egy lövöldözés során egy plázában, a Maryland államban lévő Columbiában. Egyikőjük valószínűleg az elkövető.[42]
  - Kambodzsa: Egy férfi gránátot dobott egy esküvő résztvevői közé, kilencen meghaltak, és több mint harmincan megsebesültek.[43]
  - Ukrajna – Otthonában agyonlőttek egy munkácsi vállalkozót.[44]
- január 26. – Olaszország: Adócsalásért elítélték Tiziano Ferro énekest.[45]
- január 27.
  - Magyarország: A TEK szabadított ki egy csecsemőt Mezőkovácsházán, miután elvette őt anyjától élettársa és annak apja, és a megölésével fenyegetőztek.[46]
  - Románia: Korrupció vádjával elsőfokon 5 év börtönbüntetésre ítélték Monica Iacob Ridzit, volt román ifjúsági és sportminisztert.[47]
- január 29.
  - Magyarország
    - Új bizonyítékok előkerülése miatt a Debreceni Törvényszéken perújítás keretében megkezdődött Burka Ferenc és fia emberölési pere. A két vádlottat egy 1999-ben elkövetett gyilkosság miatt korábban fegyházbüntetésre ítélték, majd bizonyítottság hiányában felmentették őket.[48]
    - A Budapest Környéki Törvényszék elsőfokon életfogytiglani fegyházbüntetésre ítélte Galyas Bélát, aki a vád szerint 2011-ben Szigethalmon egy húsklopfolóval megölte feleségét, majd tették rablógyilkosságnak próbálta beállítani.[49]

  - Románia: Marosvásárhelyen, a lakásában leszúrtak egy fiatal nőt, a testét szőnyegbe csavarták, majd megnyitották a gázcsapot, ami berobbant. A feltételezett elkövetőt nem sokkal a gyilkosság után őrizetbe vették.[50]
  - India: Az indiai legfelsőbb bíróság döntésének értelmében az országban továbbra is bűncselekménynek számít a homoszexualitás.[51]
  - Oroszország: Homoszexuális propaganda vádjával pénzbüntetésre ítélték Alexandr Szuturin újságírót, aki a Molodoj Dalnyevosztocsnyik című lapban interjút közölt egy meleg tanárral.[52]
- január 30.
  - Oroszország: A hatóságok elfogták a 2013. december 29-i volgográdi robbantásos merényletek két feltételezett gyanúsítottját és két másikat azonosítottak.[53]
  - Olaszország: Firenzében súlyosbították az 5 évvel ezelőtt szobatársának meggyilkolásával vádolt Amanda Knox és bűntársa büntetését. Az új ítélet szerint Knox 28 évet és 6 hónapot, társa 25 évet kapott.[54]
  - Magyarország: A Kecskeméti Törvényszéken elsőfokon 14 évi fegyházbüntetésre ítélték K.-Sz. Henriettát, aki ellen 14. életévét be nem töltött személy sérelmére elkövetett emberölés bűntettének kísérlete, valamint védekezésre képtelen, kiskorú személy sérelmére elkövetett súlyos testi sértés gyanúja volt a vád.[55]
- január 31.
  - Magyarország
    - Megkezdődött a Prisztás-gyilkosság vádlottjainak pere a Fővárosi Törvényszéken.[56]
    - Megkezdődött Szilvásy Györgynek, volt titokminiszternek a pere a Fővárosi Törvényszéken, melyben hivatali visszaéléssel vádolják.[57]

  - Hollandia: Hat és tíz év börtönre ítéltek két magyar emberkereskedőt, akik fiatalkorú lányokat adtak-vedtek.[58]

## Február
- február 1. – Ausztria: Egy grazi lakásban elfogtak egy pécsi férfit, akit azzal gyanúsítanak, hogy január 24-én több millió forint értékű kegytárgyakat lopott a pécsi székesegyházból.[59]
- február 2. – Brazília: Otthonában megölték Eduardo Couthinho filmrendezőt, a gyilkossággal a fiát vádolják.[60]
- február 3.
  - Magyarország: Holtan találtak egy 53 éves férfit és 81 éves anyját egy lakiteleki házban. A férfi élettársa később beismerte a kettős gyilkosság elkövetését.[61]
  - USA: Megszökött a börtönből Michael David Elliot, aki 1994 óta töltötte 4 ember meggyilkolása miatti életfogytig tartó büntetését a Michigan állambeli Ionia börtönben.[62]
  - Oroszország: Moszkvában egy középiskolás diák egy kispuskával és egy vadászkarabéllyal megölte a földrajztanárát, valamint egy helyszínre érkező rendőrt, egy másik rendőrt pedig súlyosan megsebesített, továbbá túszul ejtette saját osztályának 28 diákját és tanárukat. A fiút apjának sikerült rávennie, hogy engedje el társait és adja meg magát.[63][64]
- február 4. – Thaiföld: Megkezdődött annak a férfinak a pere, akit R. Péter magyar üzletember meggyilkolásával vádolnak. A vádlott David Moshe izraeli állampolgár, aki egyes források szerint azonos a magyar N. Gáborral, és más gyilkosságban is gyanúsított.[65]
- február 8. – Magyarország: előzetes letartóztatásba került öt ember (négy férfi és egy nő) Kiskunlacházán, akiket azzal gyanúsítanak, hogy egy 17 éves lányt tartottak fogva embertelen körülmények között, többször megverték, elkábították és prostitúcióra kényszerítették őt, majd eladták egy 19 éves férfinak. A gyanúsítottakat a Terrorelhárítási Központ és a paksi rendőrség tartóztatta le.[66]
- február 9. – Oroszország: A Szahalin szigeti Juzsno-Szahalinszk városban lévő székesegyházban lövöldözni kezdett egy biztonsági őr, és megölt egy hívőt és egy apácát.[67]
- február 10. – Magyarország: A Fővárosi Törvényszék elsőfokú ítéletében 11 év letöltendő fegyházbüntetésre ítélte Portik Tamást, akit a Prisztás József ellen 1996-ban elkövetett gyilkosságban mint felbujtót helyeztek vád alá. A gyilkosság végrehajtójaként H. Istvánt 10 évre ítélték, a harmadrendű vádlott F. Ferencet felmentették.[68]
- február 14. – Magyarország: a XV. kerületben egy 71 éves férfi megölte 61 éves feleségét, majd végzett magával is. Holttestükre fiuk talált rá.[69]
- február ?. – Oroszország: egy nő agyonverte, majd feldarabolta 11 éves kisfiát, mert az megváltoztatta az internetbeállításokat a számítógépen. A nőt 13 év börtönre ítélték.[70]

## Április
- április 10. – Nigéria: Egy 14 éves lány egy héttel az esküvőjük után megmérgezte férjét és annak két barátját, mivel házasságra kényszerítették.[71]
- április 12. – Pakisztán: Felmentették a vádak alól azt a kilenc hónapos kisfiút, akit gyilkossági kísérlettel gyanúsítottak meg Lahorban.[72](Az esetről beszámoló újságcikk fényképén egy kb. 4 éves kisgyerek látható.)

## Május
- május 13. – Magyarország: Biszku Bélát első fokon öt és fél éves szabadságvesztésre ítélték felbujtóként több ember sérelmére elkövetett háborús bűntett, lőszerrel való visszaélés, valamint a kommunista rendszer bűneinek nyilvános tagadása miatt.[73]

## Július
- július 18. – Magyarország: A májusban első fokon 5 és fél évre ítélt Biszku Béla ügyében fellebbezést nyújtott be az ügyész, melyben kérte, hogy a büntetést életfogytig tartó fegyházbüntetésre változtassák. Biszkut az 1956-os forradalom utáni megtorlásokban játszott szerepéért valamint a kommunista rendszer bűneinek nyilvános tagadásáért ítélték el.[74]

## November
- november 22. – Magyarország: Budapesten, az Andrássy úton 4 ismeretlen kirabolt egy luxusórákat árusító üzletet, a rablás közben a biztonsági őrt súlyosan bántalmazták.[75]
- november 24.
  - Magyarország: A rendőrség körözést adott ki az orosz állampolgárságú Andrej Olegovics Visnyakovval szemben a budapesti óraüzlet november 22-i kirablásával kapcsolatban.[76]
  - USA – Zavargásokba torkolltak a tiltakozások a Missouri államban lévő Ferguson városában, amikor a hatóságok úgy döntöttek, nem emelnek vádat az ellen a rendőr ellen, aki augusztus 9-én lelőtt egy 18 éves fekete bőrű fegyvertelen fiatalt.[77]
- november 25. – Magyarország: A Monori Járásbíróságon megkezdődött a 41 vádlottat érintő, 10 éven át folyó nyelvvizsga-hamisítások ügyének tárgyalása.[78]

## December
- december 6. – USA: Tüntetések kezdődtek az USA több városában, amiért nem emeltek vádat egy New York-i fehér rendőr ellen, aki pár napja megölt egy fegyvertelen fekete férfit, Eric Garnert.[79]
- december 7. – Magyarország: Egy 58 éves vadász ittas állapotban eltávozott otthonról, majd a 64-es busz Hidegkúti úti megállójában a kiérkező rendőrökre lőtt. A rendőrök a férfit súlyosan megsebesítették, az esetnek több civil is szemtanúja volt.[80][81]
- december 8. – Norvégia: Egy 41 éves magyar férfi túszul ejtett egy takarítót egy oslói szállodában és 1 millió eurót valamint szabad elvonulást követelt. 5 órás tárgyalás után a férfi megadta magát.[82]
- december 17. – Magyarország: A Kecskeméti Törvényszék első fokon életfogytig tartó fegyházbüntetésre ítélte Bodor Viktor egykori rendőrt, aki 2013-ban kihallgatás közben halálra vert egy erdélyi magyar férfit az izsáki rendőrőrsön. Bimbó Csongor másodfokú vádlott, szintén egykori rendőr 20 év fegyházbüntetést kapott.[83]
- december 18. – Magyarország: A rendőrség elfogta Cs. Richárdot, aki 2008 óta 24 ízben próbált meg kirabolni különböző pénzintézeteket az ország több pontján.[84]
- december 19. – Magyarország: A kecskeméti rendőrség a TEK közreműködésével 12 helyen házkutatást tartott Kecskeméten és elfogott 14 embert, akik közül tízet őrizetbe is vettek, akik közül kettővel szemben kábítószer-kereskedelem bűntett elkövetésének gyanúja miatt nyomozás indult.[85]